# گردتپه (ارومیه)
گردتپه مربوط به هزاره اول قبل از میلاد - سدهٔ ۸–۶ ه.ق - قرن۲ ۱–۱۰- ه.ق است و در شهرستان ارومیه، بخش صومای برادوست، دهستان برادوست، روستای تازه کند واقع شده و این اثر در تاریخ ۲۵ آبان ۱۳۸۷ با شمارهٔ ثبت ۲۳۵۵۸ به‌عنوان یکی از آثار ملی ایران به ثبت رسیده است.